# Thanatus wuchuanensis
Thanatus wuchuanensis es una especie de araña cangrejo del género Thanatus, familia Philodromidae. Fue descrita científicamente por Tang & Wang en 2008.

## Distribución
Esta especie se encuentra en China.